# Consejo de Ministros de la Unión Soviética
El Consejo de Ministros de la Unión Soviética (en ruso: Совет Министров СССР, tr.: Sovet Minístrov SSSR; a veces abreviado a Sovmin o referido como el Sóviet de Ministros), fue el Gobierno de iure de la Unión Soviética, constituyendo el máximo órgano ejecutivo y administrativo de ese país desde 1946 hasta 1991.
En 1946, el Consejo de Comisarios del Pueblo (o Sóviet de Comisarios del Pueblo, Sovnarkom) pasó a ser el Consejo de Ministros y las comisarías del pueblo se convirtieron en ministerios. El Consejo emitió declaraciones e instrucciones basadas en, y en conformidad con las leyes aplicables, que tenían poder jurisdiccional obligatorio sobre los territorios de las Repúblicas de la Unión Soviética. Sin embargo, las cuestiones más importantes del Estado se manejaban a través de declaraciones conjuntas con el Comité Central del Partido Comunista de la Unión Soviética (PCUS), que de facto era más poderoso que el Consejo de Ministros. En 1991 el Consejo de Ministros fue disuelto y reemplazado por el recién creado Gabinete de Ministros, que a su vez desapareció pocos meses después, en el transcurso de la disolución de la Unión Soviética.
Hubo siete Presidentes del Consejo de Ministros, en efecto el jefe de Gobierno de la Unión Soviética. Tras la remoción de Nikita Jrushchov de los puestos de Primer Secretario del Partido y Presidente del Consejo de Ministros por Leonid Brézhnev y Alekséi Kosygin, un planario del Comité Central prohibió a cualquier individuo de ocupar simultáneamente los cargos de Primer Secretario y Presidente del Consejo de Ministros. El Presídium del Consejo de Ministros era el órgano colectivo de gobierno, y estaba compuesto por el presidente del Consejo de Ministros, su Primer Vicepresidente, los vicepresidentes, los ministros, los presidentes de los comités estatales, los presidentes de los Consejos de Ministros de las Repúblicas Soviéticas y otros funcionarios no especificados.

## Historia
| Presidente        | Tenencia  |
| ----------------- | --------- |
| Iósif Stalin      | 1946-1953 |
| Gueorgui Malenkov | 1953-1955 |
| Nikolái Bulganin  | 1955-1958 |
| Nikita Jrushchov  | 1958-1964 |
| Alekséi Kosyguin  | 1964-1980 |
| Nikolái Tíjonov   | 1980-1985 |
| Nikolái Ryzhkov   | 1985-1991 |

En marzo de 1946, el Consejo de Comisarios del Pueblo, que hasta entonces era el brazo administrativo del Gobierno soviético, se convirtió en el Consejo de Ministros en todos los niveles de Gobierno, al mismo tiempo las comisarías del pueblo se transformaron en ministerios. La muerte de Iósif Stalin desató una lucha de poder dentro de la Unión Soviética entre el aparato de Gobierno dirigido por Gueorgui Malenkov como Presidente del Consejo de Ministros y el aparato del partido liderado por Nikita Jrushchov como Primer Secretario. Malenkov perdió la lucha por el poder, y en 1955 fue degradado de su cargo de Presidente del Consejo de Ministros. Fue sucedido en su puesto por Nikolái Bulganin, que a su vez fue removido y reemplazado por Jrushchov debido a su apoyo al Grupo Anti-Partido, que había intentado derrocar a Jrushchov en 1957.
Tras la remoción de Jrushchov del poder, el liderazgo colectivo liderado por Leonid Brézhnev y Alekséi Kosyguin celebró un planario del Comité Central que prohibiría a cualquier individuaño=2009|isbn=978-1-845-95076-5|página=403|enlaceautor=Archie Brown}}</ref> En la etapa final de la era de Brézhnev, el puesto de Presidente del Consejo de Ministros perdió su posición como el segundo más poderoso en la Unión Soviética para el Presidente del Presidium del Sóviet Supremo. La remoción de Nikolái Podgorni como jefe de Estado en 1977 tuvo el efecto de reducir el papel de Kosyguin en la administración diaria de las actividades gubernamentales así como reforzar el control de Brézhnev sobre el aparato de Gobierno.
Kosyguin dimitió en 1980, para ser sucedido por su primer vicepresidente Nikolái Tíjonov. Después de cinco años de servicio, bajo las normas establecidas por Leonid Brézhnev, Yuri Andrópov y Konstantín Chernenko, Tíjonov fue obligado a retirarse por Mijaíl Gorbachov, el 27 de septiembre de 1985 y lo sucedió en el cargo Nikolái Ryzhkov. Ryzhkov fue un reformista poco entusiasta y escéptico hacia la desnacionalización y la reforma monetaria de 1989, sin embargo, apoyaba la creación de una economía de "mercado regulada". En 1991, Ryzhkov sucedió a Valentín Pávlov como primer ministro y el Consejo de Ministros fue disuelto y reemplazado por el recién creado Gabinete de Ministros.

## Deberes, funciones y responsabilidades
El Consejo de Ministros era la cabeza de la rama ejecutiva del Gobierno, formado en una sesión conjunta del Soviet de la Unión y el Soviet de las Nacionalidades que constaba de un presidente, uno o varios primeros vicepresidentes, vicepresidentes, ministros, presidentes de los comités estatales y los presidentes del Consejo de Ministros de las Repúblicas Soviéticas. El Presidente del Consejo de Ministros también podía recomendar a personas que consideraba aptas para ser miembros del Consejo ante el Sóviet Supremo. El Consejo de Ministros establecía sus funciones en cada primera convocatoria de un Sóviet Supremo recién elegido.
Era responsable ante el Sóviet Supremo y durante el período entre convocatorias del Sóviet Supremo, el Consejo de Ministros era responsable ante el Presídium del Sóviet Supremo y regularmente le hacía un informe al Sóviet Supremo sobre su trabajo, así como también era el encargado de resolver todas las tareas administrativas del Estado dentro de la jurisdicción de la Unión Soviética en la medida en que no interviniera bajo la competencia del Sóviet Supremo o del Presidium. Dentro de sus límites, el Consejo de Ministros tenía la responsabilidad de:
- Gestión de la economía nacional y construcción y desarrollo sociocultural
- Formulación y presentación del plan quinquenal para el "desarrollo económico y social" ante Sóviet Supremo junto con el presupuesto del Estado.
- Defender de los intereses del Estado, la propiedad socialista, el orden público y proteger los derechos de los ciudadanos soviéticos
- Garantizar la seguridad del Estado
- Dirección general de las Fuerzas Armadas Soviéticas y determinar cúantos ciudadanos debían ser reclutados para el servicio
- Provisión de la dirección general en relación con las relaciones exteriores soviéticas y la cooperación comercial, económica, científico-técnica y cultural de la Unión Soviética con los países extranjeros, así como el poder de confirmar o denunciar tratados internacionales firmados por la Unión Soviética.
- Creación de organizaciones necesarias dentro del Consejo de Ministros en los campos de la economía, el desarrollo sociocultural y la defensa.

El Consejo de Ministros también podía emitir decretos y resoluciones y posteriormente verificar su ejecución. Todas las organizaciones se vieron obligadas a seguir los decretos y resoluciones emitidas por el Consejo de Ministros de toda la Unión. El Consejo de la Unión también tenía el poder de suspender todos los mandatos y decretos emitidos por él mismo u organizaciones subordinadas a él. El Consejo coordinaba y dirigía el trabajo de las repúblicas y ministerios de la unión, comités estatales y otros órganos subordinados a él. La competencia del Consejo de Ministros y su Presidium con respecto a sus procedimientos y actividades y sus relaciones con los órganos subordinados fueron definidas en la Constitución soviética por la Ley del Consejo de Ministros de la URSS.

## Estructura y organización

### Ministerios
Los ministros fueron figuras importantes en la toma de decisiones cotidianas, con el 73 por ciento de ellos elegidos como miembros plenos del Comité Central en el XXV Congreso del Partido. La remodelación y reorganización llevada a cabo por Nikita Jrushchov, cerró varios ministerios y los reemplazó con el Sóviet Supremo de la Economía Nacional para descentralizar la toma de decisiones, pero tras la remoción de Jrushchov en 1964, esta reorganización fue abandonada por el Gobierno soviético. En octubre de 1965, durante la convocatoria del Sóviet Supremo, esta decisión se hizo oficial. Veintiocho ministerios industriales, once de toda la unión y diecisiete ministerios de la unión fueron restablecidos. Sin embargo, la descentralización de la economía soviética continuó con el presidente del Consejo de Ministros Alekséi Kosygin que inició la reforma económica en 1965 para descentralizar la toma de decisiones económicas. Los ministerios industriales administraron el grueso de la industria soviética, aunque en algunas ocasiones los proyectos de construcción y las industrias de bienes de consumo locales fueron controladas por los soviets regionales.
El ministerio más poderoso fue el Ministerio de Asuntos Exteriores. Sus exministros fueron personajes tan notables como León Trotski, Viacheslav Mólotov y Andréi Gromyko. Cuando el Ejército Soviético comenzó a desempeñar un papel cada vez más importante en la gestión cotidiana, el papel del Ministerio de Defensa también se amplió, con Andréi Grechko, junto con Gromyko, siendo elegidos miembros de pleno derecho del Politburó en abril de 1973.

### Presidium
Según el historiador L. G. Churchward, autor del libro Gobierno soviético contemporáneo, el Presidium fue establecido en marzo de 1953 como parte de la transición post-Stalin. El Presidium fue descrito por los textos y funcionarios soviéticos como un órgano interno del Gobierno. Hay pocas fuentes que indiquen que el Presidium tuviera cualquier influencia o incluso importancia en la formulación de las políticas cotidianas entre 1956 a 1960. Los trabajos soviéticos de ese período no hacen ninguna mención de un Presidium del Consejo de Ministros. El profesor T. H. Rigby considera que los deberes y responsabilidades del Presidium fueron en gran medida tomados por la Comisión de Asuntos Actuales del Consejo de Ministros y desde 1956 posiblemente por la Comisión Económica Estatal del Consejo de Ministros con ambas comisiones presididas por Mijaíl Pervujin. Durante un viaje a la Unión Soviética, el politólogo Robert C. Tucker le preguntó a Mansur Mirzá-Ajmédov, el presidente del Consejo de Ministros de la República Socialista Soviética de Uzbekistán, si el Presidium todavía funcionaba como un órgano normativo interno. La respuesta que recibió fue sí, y que el Presidium estaba conformado por el presidente, dos primeros vicepresidentes, cuatro vicepresidentes, el ministro de Hacienda y el ministro de Agricultura. Churchward señaló en su libro de 1975 que es imposible determinar la importancia del Presidium en comparación con los otros órganos del Consejo de Ministros. El historiador británico Leonard Schapiro, escribió en su libro Gobierno y administración en la Unión Soviética, que el Presidium trabajó un poco como un "gabinete interno" para la formulación de políticas. Sin embargo, Schapiro no estaba seguro de la membresía del Presidium o si el Presidium había celebrado cualquier reunión.
A lo largo de su existencia, el Presidium del Consejo de Ministros fue una institución sombría. Durante años los libros soviéticos fueron incapaces de verificar la membresía del Presidium; algunos libros decían que sólo el "presidente, el primer vicepresidente y el vicepresidente" eran miembros. Otro libro soviético declaró que sus miembros eran el "presidente, el vicepresidente" y algunos otros miembros del Gobierno. Un erudito soviético creyó que el ministro de Hacienda era constituido por el presidente del Comité de Control del Pueblo y el primer secretario del comité ejecutivo de los soviets regionales. El artículo 132 de la Constitución soviética de 1977, afirma que el "presidente, el primer vicepresidente y el vicepresidente" eran miembros, pero según los historiadores Jerry F. Hough y Merle Fainsod, otros miembros también podían participar en las reuniones del Presidium.
Los observadores occidentales no sabían nada de las actividades y funciones del Presidium, ni siquiera la frecuencia de sus reuniones. Los historiadores Hough y Fainsod creyeron que había una "gran coincidencia" entre las responsabilidades y funciones de la Secretaría del Comité Central y el Presidium del Consejo de Ministros. La Constitución soviética de 1977 se refiere al Presidium como un órgano "permanente" del Consejo de Ministros, establecido para asegurar un buen liderazgo económico y asumir otras responsabilidades administrativas. Los pocos documentos publicados muestran que el Presidium se centró en la planificación económica y la toma de decisiones, así como tomar decisiones importantes en un nivel por debajo de las de relevancia para el Politburó.

### Comité Estatal
Los ministerios y los comités estatales diferían en que un Comité Estatal era por lo general responsable de varias ramas como contraposición a una esfera específica de un Ministerio, con el presidente de un Comité Estatal siendo responsable de la designación del nuevo personal. A veces la distinción entre un Ministerio y un Comité podía ser oscura como en el caso del Comité para la Seguridad del Estado (KGB). Durante la importante reestructuración y reorganización de deberes, funciones y responsabilidades de los ministerios centrales que impulsó Nikita Jrushchov, se formaron varios comités estatales para "coordinar la producción, para planificar la distribución y utilización de los recursos" y coordinar, promover y supervisar el desarrollo tecnológico dentro de la rama correspondiente a ese Comité Estatal en particular. Los sucesores de Jrushchov abandonaron esta política y disolvieron los comités estatales recién establecidos.